# هانس خواكيم بورن
هانس خواكيم بورن (بالألمانية: Hans-Joachim Born)‏ هو فيزيائي وكيميائي وأستاذ جامعي ألماني، ولد في 8 مايو 1909 في برلين في ألمانيا، وتوفي في 15 أبريل 1987 في ميونخ في ألمانيا.